# Rufina i Justa
Rufina i Justa (zm. ok. 287 lub 305) – męczennice z  Sewilli z czasów prześladowania chrześcijan za panowania Dioklecjana, święte Kościoła katolickiego.
Obie panie miały być siostrami i córkami garncarza oraz zajmować się handlem porcelaną.
W procesji pogańskiej ku czci Adonisa, lub syryjskiej bogini Salambo, zniszczyły figurę bożka, a następnie zostały aresztowane i torturowane przez gubernatora Diogeniana. Rufina została ścięta, a następnie spalona, Justa miała utonąć w studni (według innych źródeł, również została spalona). Biskup Sabin zebrał ich szczątki i pogrzebał.
Ich wspomnienie liturgiczne w Kościele katolickim obchodzone jest 17 lipca (niegdyś 19 lipca).
Są patronkami Sewilli i garncarzy.
Ich atrybutami są naczynia gliniane.